# Johnny English contre-attaque
Pour les articles homonymes, voir Johnny English (homonymie).
Série
Johnny English, le retour
(2011)
Pour plus de détails, voir Fiche technique et Distribution.
Johnny English contre-attaque, ou Johnny English frappe à nouveau au Québec (Johnny English Strikes Again), est un film britanno-franco-américano-chinois réalisé par David Kerr, sorti en 2018.
Il s'agit du troisième volet des aventures de Johnny English, après Johnny English sorti en 2003 et Johnny English, le retour sorti en 2011.

## Synopsis
Lorsqu'un pirate informatique révèle le nom et la couverture de tous leurs agents infiltrés, les Services secrets britanniques n'ont pas d'autre choix que de rappeler le seul agent capable de les aider à débusquer le criminel : Johnny English, retraité du MI7 et désormais simple enseignant.

## Fiche technique
Sauf indication contraire, les informations mentionnées dans cette section peuvent être confirmées par la base de données cinématographiques IMDb,  présente dans la section « Liens externes ».
- Titre original : Johnny English Strikes Again
- Titre français : Johnny English contre-attaque
- Titre québécois : Johnny English frappe à nouveau[1]
- Réalisation : David Kerr
- Scénario : William Davies
- Musique : Howard Goodall[2]
- Direction artistique : Vladimir Kostovic, Justin Warburton-Brown et Ben Collins
- Décors : Simon Bowles
- Costumes : Annie Hardinge
- Photographie : Florian Hoffmeister
- Son : Gareth John, Steve Finn, Jean Pourchier, John Rodda
- Montage : Mark Everson
- Production : Tim Bevan, Eric Fellner et Chris Clark

Production déléguée : Liza Chasin et William Davies
Coproduction : Raphaël Benoliel (France) et Andrew Warren
- Sociétés de production[3] :
  - Royaume-Uni : Working Title Films
  - France : Studiocanal et Centre national du cinéma et de l'image animée
  - Chine : Perfect World Pictures
  - États-Unis : avec la participation de Universal Pictures
- Sociétés de distribution :
  - Mondial : Universal Pictures
  - France : Universal Pictures International
  - Belgique : Sony Pictures Releasing
- Budget : 25 000 000 $[4]
- Pays d'origine :  France,  États-Unis,  Royaume-Uni,  Chine
- Langue originale : anglais, français, allemand, russe
- Format[5] : couleur (ACES) - Digital Cinema Package DCP - 2,39:1 (Cinémascope)
- Genre : comédie, espionnage, aventures, action
- Durée : 89 minutes
- Dates de sortie[6] :
  - Royaume-Uni : 5 octobre 2018[7]
  - France, Belgique, Suisse romande[8] : 10 octobre 2018
  - États-Unis, Québec[9] : 26 octobre 2018[10]
- Classification[11] :
  - Royaume-Uni : PG - Parental Guidance (Pour un public de 8 ans et plus - Accord parental souhaitable)[12].
  - États-Unis : Certaines scènes peuvent heurter les enfants - Accord parental souhaitable (PG - Parental Guidance Suggested)[Note 1].
  - Chine : Pas de système.
  - France : Tous publics (visa d'exploitation no 149642 délivré le 9 octobre 2018)[13].

## Distribution
- Rowan Atkinson (VF : Raymond Acquaviva ; VQ : Carl Béchard) : Johnny English
- Ben Miller (VF : Bruno Choël ; VQ : Alain Zouvi) : Jeremy Bough
- Olga Kurylenko (VF : Marie Chevalot ; VQ : Annie Girard) : Ophelia Balistikova
- Jake Lacy (VF : Damien Ferrette ; VQ : Hugolin Chevrette-Landesque) : Jason Volta
- Emma Thompson (VF : Frédérique Tirmont ; VQ : Élise Bertrand) : la Première ministre britannique
- Matthew Beard (VF : Taric Méhani ; VQ : Frédéric Millaire-Zouvi) : P
- Adam James (en) (VF : Bernard Lanneau ; VQ : Tristan Harvey) : Pegasus
- Pippa Bennett-Warner (en) (VF : Jocelyne Nzunga Mbembo) : Lesley
- Miranda Hennessy (en) : Tara
- Vicki Pepperdine (VF : Annie Le Youdec ; VQ : Johanne Garneau) : Lydia Bough
- Irena Tyshyna : Viola Lynch
- David Mumeni : Fabian
- Samantha Russell : la Première ministre suédoise
- Jules de Jongh (en) (VF : Caroline Cadrieu ; VQ : Marie-Ève Sansfaçon) : Xander
- Charles Dance (VF : Philippe Catoire) : agent Sept (caméo)
- Edward Fox (VF : Richard Leroussel) : agent Neuf (caméo)
- Michael Gambon (VF : Achille Orsoni) : agent Cinq (caméo)

 Source et légende : version française (VF) sur RS Doublage

 Source et légende : version québécoise (VQ) sur Doublage.qc.ca

## Production
En avril 2017, lors de la promotion de la série télévisée Maigret, Rowan Atkinson révèle son désir de revenir dans le rôle de l'agent secret Johnny English. Un mois plus tard, il est annoncé que la préproduction de ce troisième film a débuté et que le tournage débutera en automne pour une sortie prévue en octobre 2018.
Le 3 août 2017, Working Title Films annonce le début du tournage avec David Kerr (en) à la réalisation. Des scènes du film ont été tournées dans le village de Welham Green (en) et dans le comté de Gloucestershire au château de Berkeley. Par la suite, le tournage se poursuit en France, dans le département des Alpes Maritimes, notamment Antibes et le Cap d'Antibes, et aussi du Var, dès le 26 septembre 2017. L'actrice Olga Kurylenko est alors confirmée dans le film via des photos du tournage,. Le 5 avril 2018, le titre du film, Johnny English contre-attaque, est révélé lors de la diffusion de la première bande-annonce.
À noter que dans cet opus, le personnage de Bough s'appelle Jeremy, alors que dans le premier volet, son prénom est Angus.

## Musique
- Venus par Bananarama.
- Sandstorm

## Distinctions

### Récompenses
- Guilde des créateurs de films britanniques (British Film Designers Guild Awards) 2018 : Prix BFDG de la Meilleure production d'un long métrage - Contemporain décerné à Simon Bowles, Ben Collins et Liz Griffiths[23].